# Gräberfeld von Borre
Die Großhügel in dem wikingerzeitlichen Gräberfeld von Borre (norwegisch Borrehaugene) in Borre (Gemeinde Horten) in Vestfold am westlichen Ufer des Oslofjordes in Norwegen sind angeblich die Begräbnisstätten von Ynglinger-Königen, die ansonsten zu den schwedischen Sagenkönigen zählen, aber hier für die Vereinigung von Norwegen stehen, und wie dort dem Gott Freyr verbunden waren.

## Beschreibung
Die Region Vestfold war ein wikingerzeitliches Machtzentrum für ein größeres Gebiet um den Oslo-Fjord. Borre, das namengebend für den Borrestil des 9. und 10. Jahrhunderts war, hat Parallelen zu Uppsala in Schweden und Jelling in Dänemark sowohl in Bezug auf das Alter als auch wegen der monumentalen Grabhügel. Auch Uppsala und Jelling waren Sitze königlicher Familien, die in beiden Ländern für den Zusammenschluss standen.
Ursprünglich wurden auf dem Gräberfeld von Borre neun Großhügel und mindestens 26 kleine Grabhügel aufgeworfen. Die Großhügel hatten bis zu 45 m Durchmesser und über 6 m Höhe. Zwei dieser großen Grabhügel sind komplett zerstört worden. Während der Entfernung des einen im Jahre 1852 zur Gewinnung von Material für den Straßenbau wurden Spuren eines mindestens 17 m lange Schiffes und wertvolle Grabbeigaben, datiert auf etwa 900 n. Chr., gefunden, die zu einem Mann gehörten.
Der 1852 untersuchte Grabhügel von Borre sowie die archäologischen Ausgrabungen von Oseberg und Gokstad in derselben Grafschaft deuten darauf hin, dass auch weitere Grabhügel von Borre Schiffsgräber sein können.
Die ältesten Grabhügel von Borre stammen aus dem 7. Jahrhundert, und das Gräberfeld war etwa 400 Jahre lang in Nutzung. Der isländische Historiker Snorri Sturluson schrieb, dass u. a. Halfdan Svarte (829–860) bei Borre begraben wurde. Offenbar lebte die Vestfold-Könige in Borre. Der etwa drei Meter hohe Spellemannshaugen (auch Kjellervenda genannt) hat einen Durchmesser von etwa 30,0 m und liegt südlich des Gräberfeldes.

## Hallenbauten und Hafen
2007 wurde unmittelbar außerhalb des Borreparks eine geophysikalische Prospektion im Auftrag der Provinzverwaltung von Vestfold durchgeführt. Die Messungen mit Bodenradar und Magnetometer führten zur Entdeckung der Reste zweier großer Hallenbauten. Dies waren die ersten wesentlichen archäologischen Funde von Siedlungsspuren, die im Bereich von Borre gemacht wurden.
2013 führten großflächige, mit einem Schneemobil durchgeführte, Bodenradarmessungen zur Entdeckung von im Boden verborgenen Resten einer weiteren großen Halle. Die Untersuchungen sind Teil eines internationalen Forschungs- und Entwicklungsprojektes zur zerstörungsfreien, großflächigen Prospektion durch das Ludwig Boltzmann Institut für Archäologische Prospektion und Virtuelle Archäologie (LBI ArchPro) in Zusammenarbeit mit seinen europäischen Partnern, in Norwegen dem Norwegischen Institut für Denkmalforschung (NIKU) und der Vestfold-Provinzverwaltung.
Im Jahr 2015 publizierten Erich Draganits et al. die Lokalisierung des vorgeschichtlichen Hafens von Borre basierend auf der Analyse geomorphologischer Strukturen.
Der Borrestil (oder Greiftierstil) ist eine vom 9. bis 10. Jahrhundert entstandene Stilphase der frühmittelalterlichen Kunst und ist nach Borre benannt.